# Tasersuasik

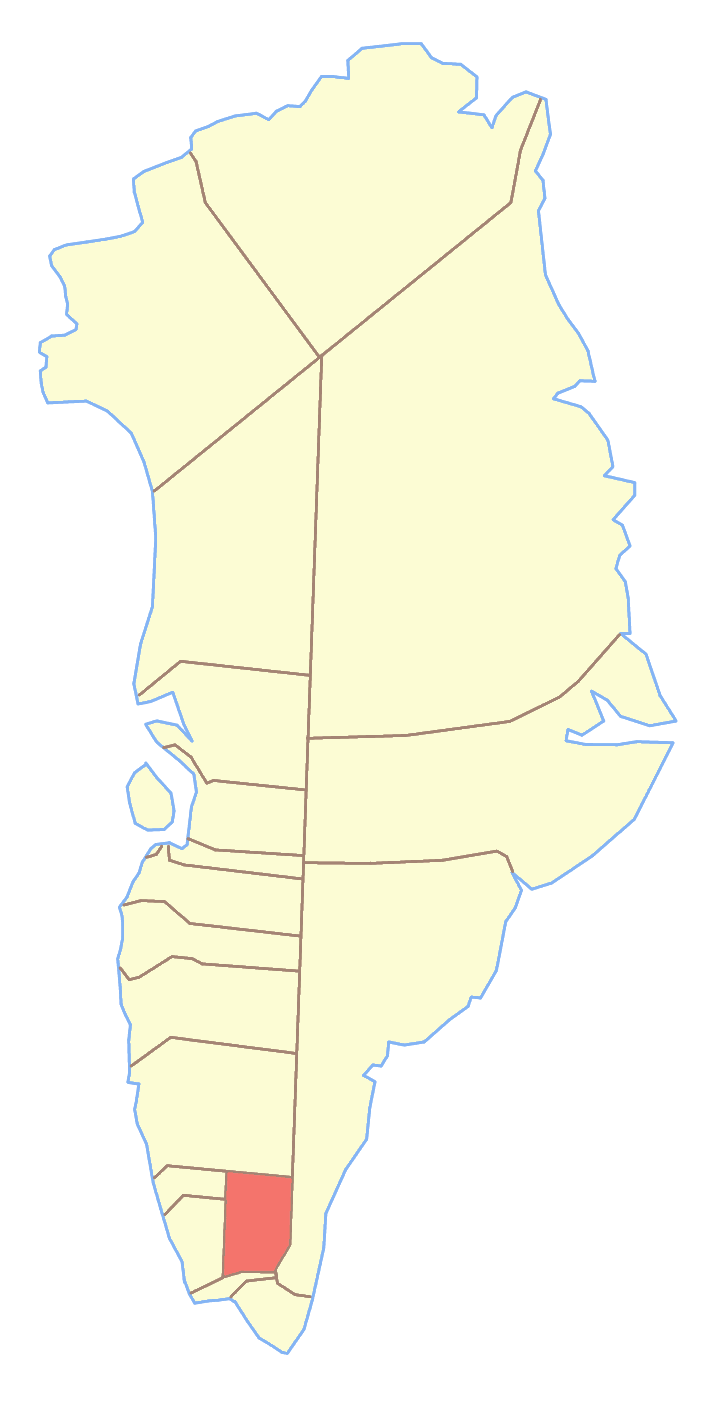
Ex comune di Narsaq, dove si trovava il Tasersuasik

Il Tasersuasik è un lago della Groenlandia. Si trova a 400 m sul mare, a 60°56'N 45°33'O; appartiene al comune di Kujalleq.